# Birte Weigang
Birte Weigang (n. 31 ianuarie 1968, Leipzig, RDG) este o înotătoare ce a reprezentat Germania, medaliată olimpică. A participat la o ediție a Jocurilor Olimpice (1988) în care a câștigat o medalie de aur și două medalii de argint.